# Rio Jauru (vattendrag i Brasilien, Mato Grosso, lat -15,64, long -58,56)
Rio Jauru är ett vattendrag i Brasilien.   Det ligger i delstaten Mato Grosso, i den centrala delen av landet, 1 100 km väster om huvudstaden Brasília.
Omgivningarna runt Rio Jauru är huvudsakligen savann. Runt Rio Jauru är det glesbefolkat, med 9 invånare per kvadratkilometer.